# Гийо, Люк
Люк Гийо родился 21 июня 1948 года в Торини в Вандее на западе Франции. С 1970 года он занимается сельским хозяйством в этой коммуне, где в рамках GAEC (совместное сельскохозяйственное предприятие) обрабатывает 160 гектаров земли. Хозяйство в основном производит молочную продукцию. Женат, имеет трех детей. С 2009 года, он Независимый председатель Совета Продовольственной и сельскохозяйственной организации Объединённых Наций (ФАО).

## биография
Люк Гийо посвятил свою жизнь деятельности в области сельского хозяйства, продовольствия, как участник и организатор диалога между представителями профессиональных объединений и государственных структур как во Франции, так и на европейской и международной арене.
С 1997 года он является представителем французских сельскохозяйственных объединений в Исполнительном комитете Международной Федерации сельскохозяйственных производителей (FIPA-IFAP), которая имеет статус общеконсультативного органа при Экономическом и Социальном Совете Организации Объединённых Наций. Он также ведет активную деятельность в африканских странах, расположенных южнее Сахары, является заместителем Председателя Постоянной Конференции консульских палат африканских и франкоязычных стран (CPCCAF). Длительное время занимается проблемами продовольственной безопасности и борьбы с голодом во всем мире, принимает активное участие в деятельности Ассоциации Французские сельскохозяйственные производители и международное развите (AFDI), в задачу которой, входит содействие сельскохозяйственным объединениям на всех уровнях, углубление связей между торговой, сельскохозяйственной политикой и политикой развития, поддержка развития семейных и крестьянских хозяйств. Он также является членом-основателем созданной в 2004 году Ассоциации «Союзники» (входит в Международный альянс по борьбе с голодом).
В 2005 году в рамках Conseil économique, social et environnemental (CESE) (France) он создал Комитет по продовольственным вызовам для обеспечения обмена мнениями и расширения контактов между известными экспертами, является его председателем. В 2008 году, в частности, в рамках Председательства Франции в Европейском Союзе этот Комитет совместно с Европейским Комитетом по экономическим и социальным вопросам организовал международную конференцию по продовольственным вызовам. Представитель Совета по экономическим, социальным и экологическим вопросам в Межведомственном Совете по сельскому хозяйству и продовольствию. В этом качестве является представителем Франции в Комитете по всемирной продовольственной безопасности (FAO).
С 2001 г. — председатель Постоянной ассамблеи сельскохозяйственных палат Франции, сети из 116 профессиональных объединений, представляющих интересы 3 миллиона работников сельского хозяйства и предназначенных для их поддержки при реализации проектов по созданию хозяйств или их развитию, путём внедрения инноваций и обмена опытом. Он начал глубокую реформу этих организаций под названием «Земли будущего», имеющую целью улучшить долгосрочные
экономические показатели сельского хозяйства и территорий. С1986 г. является членом Комитета профессиональных сельскохозяйственных организаций Европейского Союза (COPA-European Farmers), представителя европейских сельскохозяйственных производителей, признанного Европейским Союзом. С 1997 по 1999 гг. он являлся председателем этого Комитета, в связи с чем представлял европейских сельскохозяйственных производителей на переговорах ВТО в Сиэтле в 1999 г.
Создатель европейской сети Сельскохозяйственных палат (13 стран), способствующей диалогу и обмену опытом между Сельскохозяйственными палатами европейских стран, он также завязал контакты и тесные партнерские связи с новыми государствами-членами и кандидатами в члены Европейского Союза благодаря многочисленным институциональным партнерствам, программам подготовки, миссиям на местах, а также благодаря организации сети сельскохозяйственных объединений Средиземноморья в 2007—2008 гг. Заместитель председателя Совета по экономическим, социальным и экологическим вопросам с 2001 г., организации, позволяющей представителям гражданского общества высказывать своё мнение и делать предложения Правительству, он представил два доклада «Социально-экономическая конъюнктура» (2005 г.) и «Рынки сырья: недавняя эволюция цен и последствия для социально-экономической конъюнктуры» (2008 г.). Помимо этого, с 1990 по 1992 гг. он был членом Европейского социально-экономического комитета.Занимался профсоюзной деятельностью: член, а затем председатель (1982—1984 гг.) профсоюза молодых фермеров, он был членом Европейского центра молодых фермеров (1978—1984 гг.), а затем стал председателем FNSEA (1992—2001 гг.), лидирующего французского сельскохозяйственного профсоюза. Он внес большой вклад в разрешение нескольких сельскохозяйственных и санитарных кризисов и в обсуждение реформы Общей сельскохозяйственной политики Европейского Союза.

## Общественная деятельность
В 2006 году совместно с партнерами по сельскохозяйственной и продовольственной отрасли он создает ассоциацию и литературную премию «ТеррЭтик» («TerrEthique»), предназначенную для знакомства широкой публики с произведениями, рассказывающими о сельском хозяйстве, продовольствии, управлении природными ресурсами и о том, как мы будем питаться в будущем.
Член-основатель созданной в 2004 году ассоциации «Союзники (Alliés)» (входит в Международный альянс по борьбе с голодом), объединяющей организации и частных лиц, поддерживаемой ФАО и имеющей целью участие в борьбе с голодом и бедностью во Франции и во всем мире.

## Награды
- Командор ордена Сельскохозяйственных заслуг
- Офицер Почётного легиона
- Кавалер Национального ордена «За заслуги»
- Крест «За заслуги» 1 степени (Германия)

## Публикации
- La Terre, les paysans et notre alimentation, Le Cherche Midi, 1998
- Le Défi paysan, Le Cherche Midi, 2000
- A quoi sert une Chambre d’agriculture?, Editions de l’Archipel, 2004.